# Traitement (médecine)
Pour les articles homonymes, voir Traitement et Thérapie (homonymie).
En médecine, un traitement, appelé aussi traitement médical, traitement thérapeutique, thérapie ou plus généralement thérapeutique, est un ensemble de mesures appliquées par un professionnel de la santé à une personne vis-à-vis d'une maladie, afin de l'aider à en guérir, de soulager ses symptômes, ou encore d'en prévenir l'apparition. Lorsque ce professionnel décide de ne pas médicaliser une situation qu'il juge ne pas relever de traitement, il s'agit d'abstention thérapeutique (non-initiation d'un traitement ou interruption du traitement appelée retrait ou congé thérapeutique). L'observance thérapeutique désigne la capacité d'un patient à suivre correctement le traitement qui lui a été prescrit.
Concernant la santé animale, il s'agit des mesures appliquées par un vétérinaire.

## Classification par objectif
Le traitement peut être théoriquement classé selon le but global poursuivi pour l'individu :
- curatif, dont l'objectif est d'obtenir la guérison d'une personne malade (exemple : fracture d'un fémur d'origine traumatique chez un individu sain) ;
- palliatif, dont l'objectif est de soulager les manifestations d'une maladie (exemple : fracture d'un fémur d'origine pathologique chez un individu en fin de vie) ;
- préventif, dont l'objectif est de prévenir l'apparition d'une maladie (exemple : accident de la voie publique, ostéoporose et risque de fracture).

En outre, on peut théoriquement classer un traitement selon son mode d'action principal par rapport à une maladie :
- étiologique, dont l'objet est la cause de la maladie (exemple : un antibiotique pour une angine bactérienne) ;
- symptomatique, dont l'objet est la manifestation d'une maladie (exemple : un antalgique pour la douleur liée à une angine).

## Classification par modalité
On peut classer un traitement, selon le type d'acte dispensé, en traitement médical, chirurgical ou médicotechnique.

### Traitement médical
Le traitement médical fait intervenir un pharmacien, un médecin ou un infirmier, le plus souvent à l'aide de mesures hygiénodiététiques (conseil sur le mode de vie et l'alimentation, éducation thérapeutique) et de médicaments par voie injectable ou non.
D'autres procédés font partie du traitement médical. La rééducation fait intervenir un kinésithérapeute, un psychomotricien, un orthophoniste ou un ergothérapeute. La psychothérapie fait intervenir un psychiatre ou un psychologue. Le pansement fait intervenir un infirmier. Le massage et la physiothérapie font intervenir un kinésithérapeute ou un psychomotricien. Il existe également l'hydrothérapie en rhumatologie, l'électroconvulsivothérapie et la luminothérapie en psychiatrie, l'asticothérapie en dermatologie, la thérapie en réalité virtuelle en kinésithérapie. Dans le cadre de soins d'urgence ou de réanimation, le traitement médical peut également concerner la pratique d'acte technique "simple" tel que le sondage des voies naturelles (urinaire, digestive, respiratoire) ou le massage cardiaque.
Il faut également citer ici le traitement non conventionnel qui regroupe différentes pratiques ayant en commun le fait de ne pas avoir de base scientifique théorique ni de preuve scientifique d'efficacité.

### Traitement chirurgical
Le traitement chirurgical fait intervenir un chirurgien qui va pratiquer une incision.

### Traitement médicotechnique
Plusieurs traitements sont à la frontière de la chirurgie. Le traitement radio-interventionnel fait intervenir un radiologue. Le traitement endoscopique fait intervenir un médecin endoscopiste. La radiothérapie fait intervenir un radiothérapeute. La photothérapie fait intervenir un médecin spécialiste.

## Classification par méthode
On peut classer le traitement selon la méthode employée :
- entretien oral : mesures hygiénodiététiques, psychothérapie ;
- molécule chimique : traitement médicamenteux, pharmacothérapie ;
- intervention mécanique : chirurgie, endoscopie, radiologie interventionnelle, oncologie physique, massage ;
- rayonnement ionisant : radiothérapie ;
- rayonnement électromagnétique non ionisant : photothérapie, luminothérapie ;
- onde ultrasonore : ultrasonothérapie ;
- modification de température : thermothérapie, cryothérapie ;
- électricité : électrothérapie, électroconvulsivothérapie ;
- eau : hydrothérapie ;
- animal : asticothérapie.

De nombreuses autres méthodes sont utilisées en médecine non conventionnelle.

## Surveillance
Parfois, la surveillance, qui peut être clinique (exemple : pression artérielle), biologique (exemple : protéine C réactive) ou radiologique (exemple : radiographie du thorax), est considérée comme partie intégrante du traitement, en particulier pour la surveillance clinique.

## Spécificités

### Spécificité en orthopédie
En orthopédie, on différencie le traitement chirurgical (mise en place de matériel rigide dans le corps) ; le traitement orthopédique (mise en place d'un plâtre) et le traitement fonctionnel (mise en place d'une immobilisation relative non plâtrée : attelle ou bandage).

### Spécificité en psychologie
En psychologie, la psychothérapie se décline en différents types. On retrouve par exemple les thérapies cognitivo-comportementales, psychanalytiques ou familiales.